# Banon (kaas)
De banon is een zacht Frans bergkaasje met een onbewerkte korst van natuurlijke schimmel, gemaakt van rauwe geitenmelk. De naam van de kaas is afgeleid van een dorpje Banon in het departement Alpes-de-Haute-Provence. Dit is gelegen in de Alpen, tussen Montagne de Lure en Mont Ventoux. De banon is een van de ca. Franse kazen met een beschermde oorsprongsbenaming (BOB, in het Frans AOP geheten).

## Geschiedenis
De banon werd reeds door de Romeinen geproduceerd. In de middeleeuwen werd ze sinds 1270 op markten verkocht. Het verpakken in kastanjebladeren is ontstaan om de kaasjes te kunnen bewaren, om zo in het winterseizoen te kunnen voorzien in de eiwitbehoefte van de bevolking. De geiten stonden in de winter namelijk droog (gaven geen melk).
Van Jules Verne is bekend dat hij er dol op zou zijn geweest. Tot in het eind van de twintigste eeuw werd banon ook van koemelk gemaakt.

## Productie
De wrongel wordt, na een affinage van twee weken, in eau de vie gedoopt en vervolgens in kastanjebladeren gewikkeld. Tijdens het rijpen vormen zich onder en op de bladeren blauwe en grijze schimmels, die bijdragen aan de smaak. Groene bladeren impliceren een verse kaas, gedroogde bladeren een gerijpte kaas. De kaas wordt omwikkeld met raffia. De banon kan nog op diverse manieren verder behandeld worden, bijvoorbeeld met kruidnagel, met tijm, met rozemarijn, met laurier of met peper.
De rijping van de kaas vindt plaats in de open lucht, in de schaduw aan de noordkant van een huis.
De kaas wordt maar in een kleine hoeveelheid gemaakt, slechts een beperkt aantal producenten kan de kaas leveren.

## Keurmerken

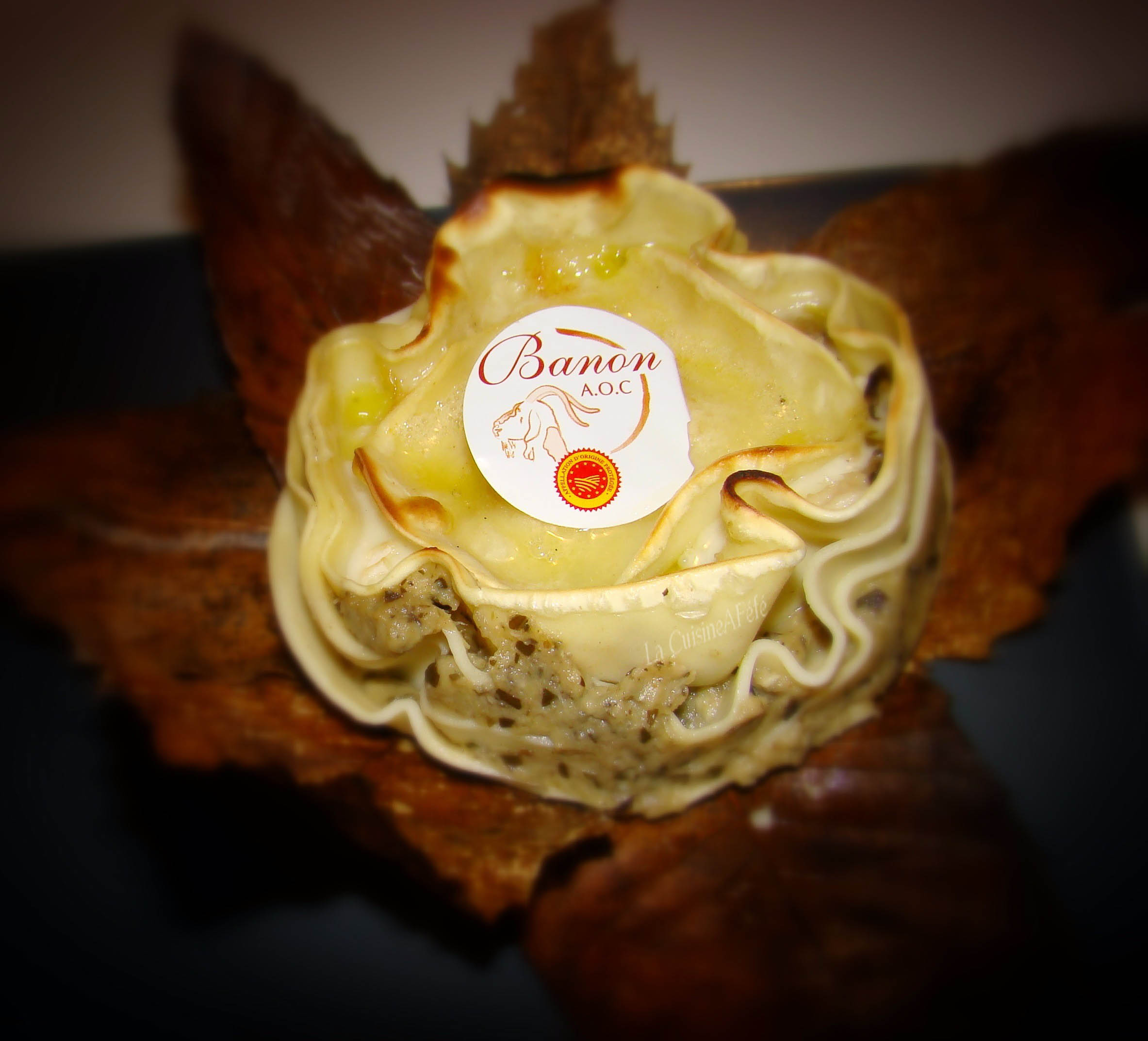
Lasagnes de Banon

In 2003 kreeg de banon het AOC-keurmerk. Er worden strenge eisen gesteld aan de banon met AOC. Het keurmerk geldt voor totaal 179 gemeenten, 111 in de Alpes-de-Haute-Provence, 33 in de Hautes-Alpes, 21 in de Drôme en 14 in Vaucluse. De geiten moeten minimaal 210 dagen per jaar grazen in de heuvels van dit gebied.
Banon is sinds juni 2007 een beschermde oorsprongsbenaming in de Europese Unie.

## Specialiteit 'fromage fort du Mont Ventoux'
Dit is een jonge banon, niet omwikkeld met bladeren, maar in een aardewerk pot, bestrooid met flink wat zout en peper, en overgoten met azijn of lokale eau de vie. Onder af en toe keren laat men het kaasje fermenteren in een koele kelder. Hoe langer het kaasje staat hoe sterker de smaak.